# Akilnathan Logeswaran

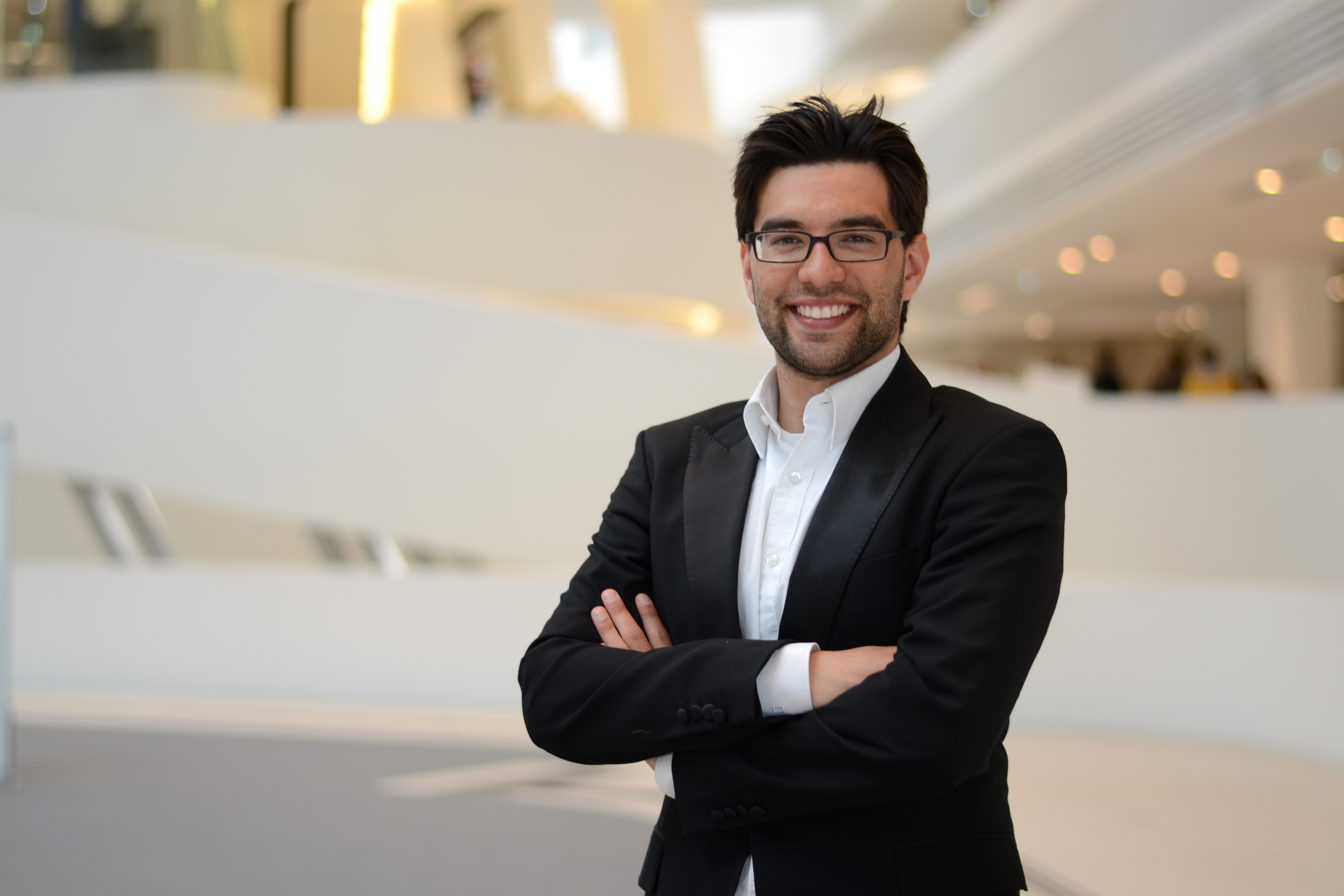
Akilnathan Logeswaran (2014)

Akilnathan Logeswaran (* 16. Oktober 1988 in München) ist ein deutscher Aktivist für ein vereintes Europa.

## Leben
Logeswaran wuchs im Münchener Stadtbezirk Feldmoching-Hasenbergl auf. Seine Mutter ist Deutsche, sein Vater ein aus Sri Lanka stammender Tamile. Er absolvierte von 2010 bis 2013 ein Bachelorstudium in Volkswirtschaft und informationsorientierter Betriebswirtschaftslehre an der Universität Augsburg, dann studierte er International Management an der Wirtschaftsuniversität Wien in den Jahren 2013 bis 2015 sowie am Indian Institute of Management Calcutta von 2014 bis 2015. Während seines Studiums arbeitete er für die Vereinten Nationen und leitete 2014 die deutsche Delegation beim European Youth Event des Europäischen Parlaments in Straßburg.
Logeswaran ist einer der Sonderbotschafter der Initiative Free Interrail. Seit April 2015 ist er Mitglied des Münchener Hubs der Global Shapers Community vom Weltwirtschaftsforum. 2017 wurde Logeswaran zudem in den Beirat der Global Shapers gewählt. Er war einer von weltweit 34 Youth Champions, die für das Weltwirtschaftsforum ein neues Konzept für Europa entwickelt haben, das beim Jahrestreffen in Davos 2018 den europäischen Regierungschefs vorgestellt wurde.
Logeswaran arbeitete in den Jahren 2016 bis 2018 hauptamtlich als Berater und Fachmann für Digitalisierungsprojekte für Deloitte Digital, seit 2018 ist er als Digital Ambassador für die Deutsche Gesellschaft für Internationale Zusammenarbeit tätig. Logeswaran arbeitet außerdem seit 2020 für Facebook als Community Manager des „Power-Admin-Programms“ für Deutschland, Österreich und die Schweiz.
Im Jahr 2017 hat Logeswaran die Münchener Gruppe der Bürgerbewegung Stand Up For Europe mit begründet, er ist weiterhin Unterstützer der Bürgerinitiative Pulse of Europe und „assoziiertes Mitglied“ im deutschen Think Tank 30 des Club of Rome. Zudem ist Logeswaran seit 2017 Teil des Projektteams der Wahl-Empfehlungs-Anwendung WahlSwiper.
Aufgrund seines Engagements für ein vereintes Europa und gegen nationalistische und protektionistische Politik wurde er im Januar 2018 vom US-amerikanischen Magazin Forbes zu den 30 under 30 in Europe 2018 in der Kategorie Recht und Politik gezählt. Im November 2018 nannte ihn die deutsche Wirtschaftszeitschrift Capital als einen von 40 unter 40 in der Kategorie Gesellschaft und Wissenschaft.
Logeswaran ist Mitglied der SPD und war im Jahr 2016 Juror der 5. Ausgabe der Shining Stars of Europe Video Wettbewerbs der Europäischen Kommission und des Europäischen Parlaments.

## Medienauftritte
Während seiner Studienzeit erstellte Logeswaran im Jahr 2012 die Facebook-Seite der Campus Cat über einen Kater, der auf dem Campus der Universität Augsburg lebte.
Im Jahr 2018 wurde Logeswaran unter anderem in der Reportage Mei, München des ARD-Buffets begleitet, war zu Gast im Tagesgespräch bei ARD-alpha/Bayern 2 sowie in Bayern 3 bei „Mensch Otto“.